# Insolitoeuops strigiventris
Insolitoeuops strigiventris là một loài bọ cánh cứng trong họ Attelabidae. Loài này được Lea miêu tả khoa học năm 1898.